# Liste der Naturdenkmale in Kerzenheim
Die Liste der Naturdenkmale in Kerzenheim nennt die im Gemeindegebiet von Kerzenheim ausgewiesenen Naturdenkmale (Stand 28. März 2024).

## Naturdenkmale
| Nr.         | Bezeichnung                                 | Lage                                           | Beschreibung                               | Bild                                    |
| ----------- | ------------------------------------------- | ---------------------------------------------- | ------------------------------------------ | --------------------------------------- |
| ND-7333-038 | Eine Eibe mit einer Linde und einem Nußbaum | Rosenthalerhof, östlich der Klosterkirche Lage | Taxus baccata, Tilia sp. und Juglans regia | Direkt Bild zu diesem Denkmal hochladen |